# Rohackie Stawy

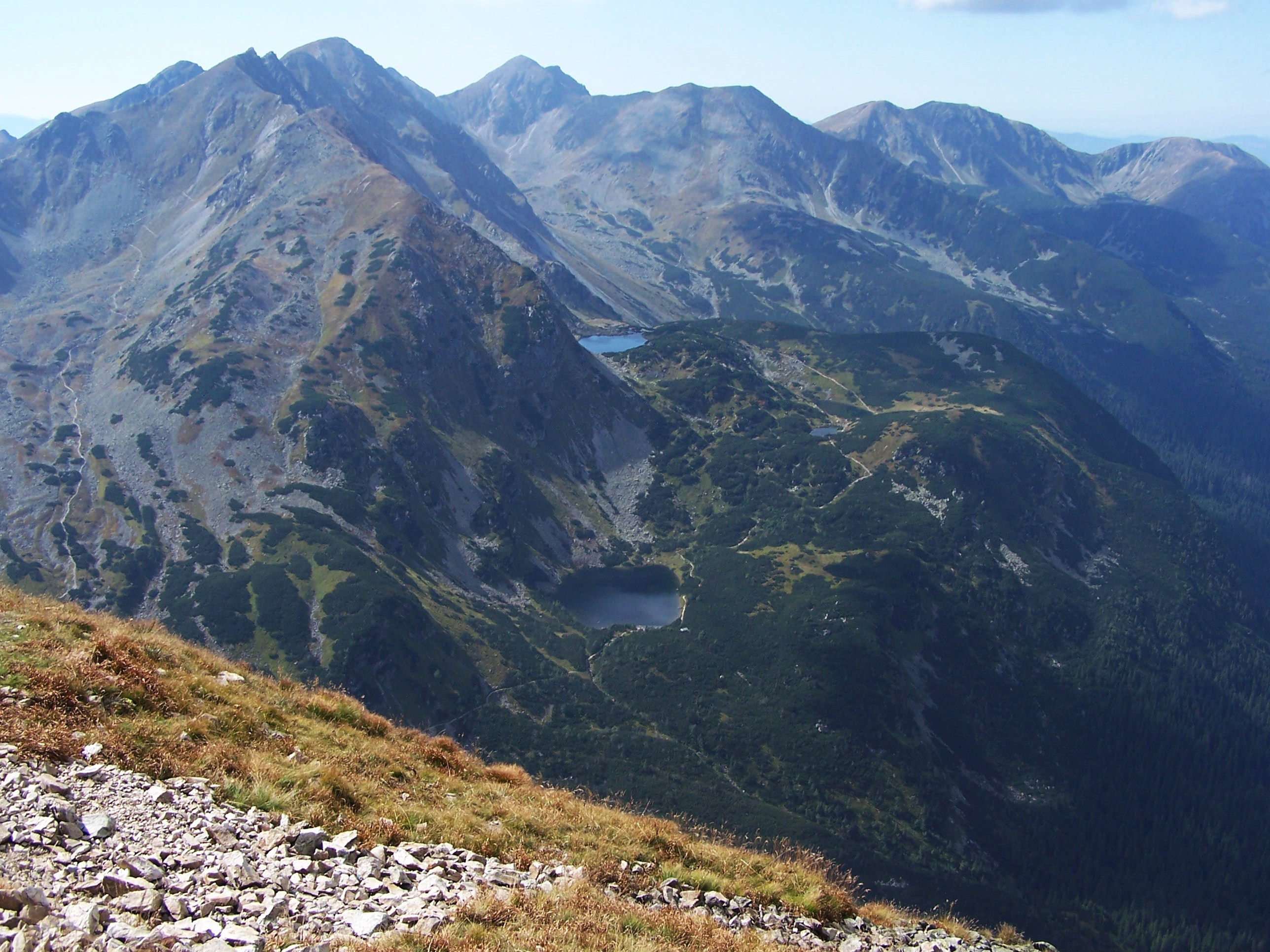
Widok z Rakonia

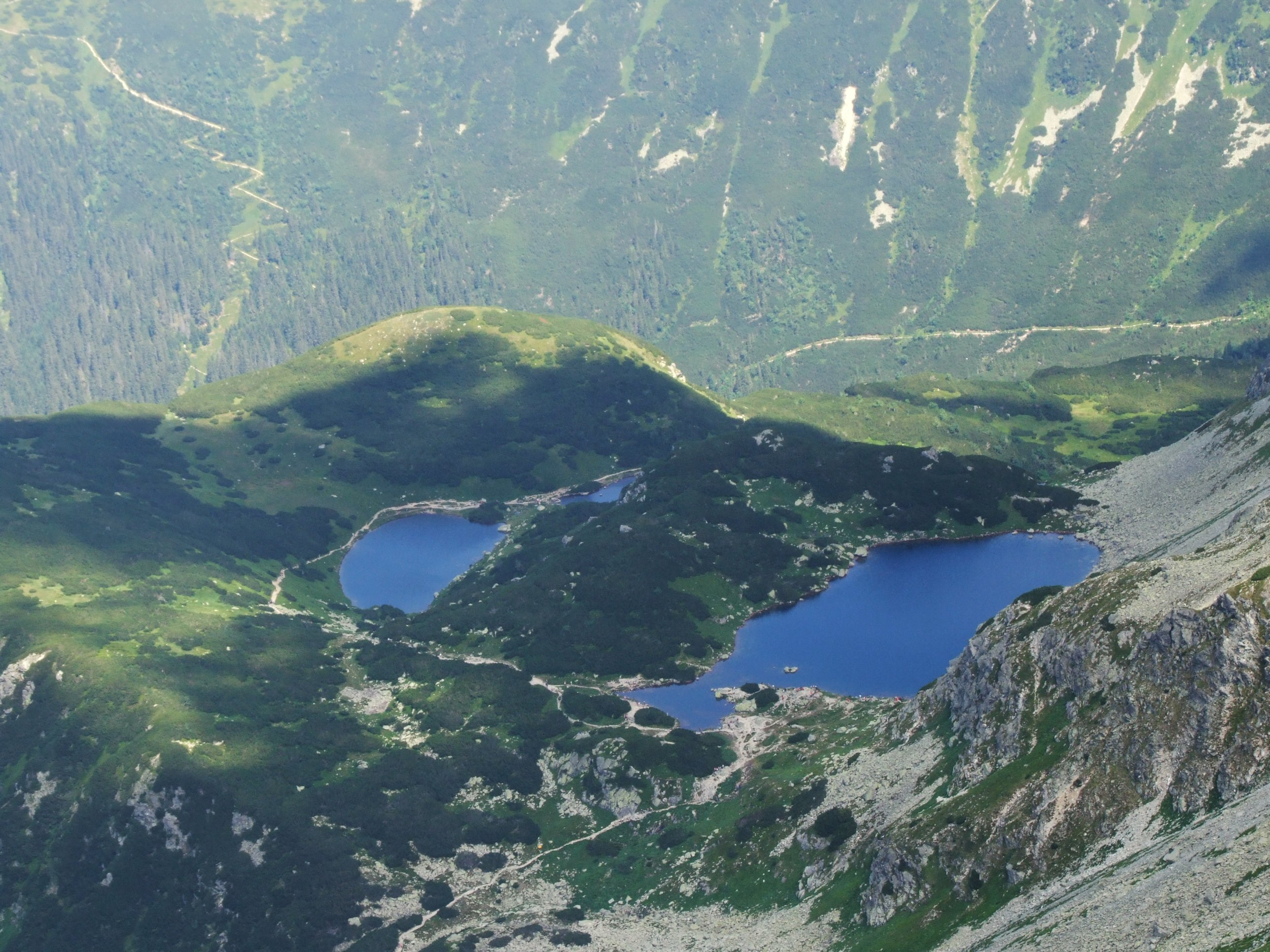
Widok z Banówki

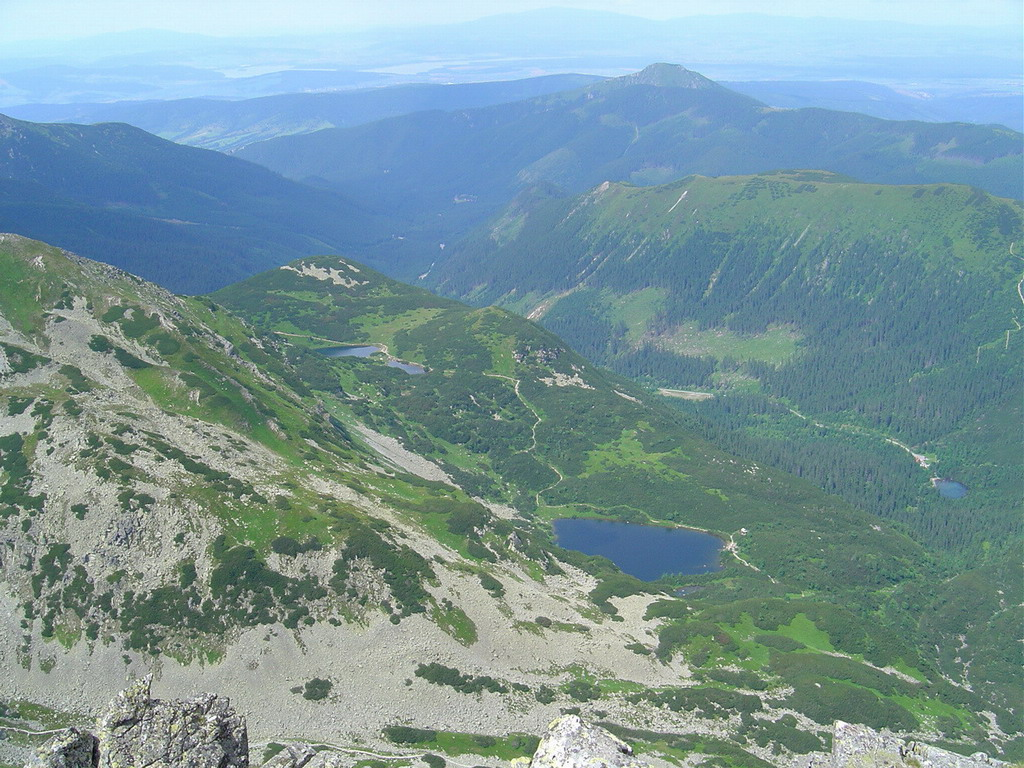
Widok z Rohaczy

Rohackie Stawy (słow. Roháčske plesá, niem. Rohács-Seen) – cztery leżące na trzech poziomach stawy w Dolinie Rohackiej w słowackiej części Tatr Zachodnich. Znajdują się w górnej części tej doliny, po orograficznie lewej stronie Rohackiego Potoku, od którego oddziela je wałowate wzniesienie Przednie Zielone. Są to:
- Wyżni Staw Rohacki (Zadni Staw Rohacki)
- Pośrednie Stawy Rohackie (Pośredni i Mały Staw Rohacki)
- Niżni Staw Rohacki (Wielki Staw Rohacki)

Stawy te są różnego pochodzenia. Najniższy powstał na dnie kotła polodowcowego, środkowe w korycie wyżłobionym przez lodowiec spływający do Rohackiej Doliny, zaś najwyższy, którego wody spływają ku Dolinie Spalonej, powstał na dnie zbiornika firnowego zniszczonego później przez erozję. Od dawna uroda tych stawów i okolicy przyciągała turystów. Niżni Staw nazywany był nawet przez dawnych turystów Orawskim Morskim Okiem.
TANAP wykonał ścieżkę dydaktyczną z dobrze przygotowanym szlakiem turystycznym, ławkami, stołami i wiatami dla turystów oraz tablicami informującymi o przyrodzie tych okolic. Według tych tablic w okolicy stawów żyją 22 gatunki ssaków i 46 gatunków ptaków, m.in. kozica, świstak tatrzański, nornik tatrzański, jeleń szlachetny, siwerniak, strzyżyk, drozd obrożny, głuszec, cietrzew, jarząbek, zagląda tu niedźwiedź brunatny, wilk szary, ryś. Z roślin górskich rosną tu pospolicie: miłosna górska, ciemiężyca zielona, omieg górski, jaskier platanolistny, prosienicznik jednogłówkowy, sasanka alpejska, pięciornik złoty, modrzyk górski, tojad mocny, goryczka kropkowana. Stawy upodobało sobie również kilka par kaczek krzyżówek, która dokarmiane i oswojone przez turystów podpływają do brzegów.

## Szlaki turystyczne
– zielony od Bufetu Rohackiego dolną częścią Doliny Smutnej, obok Niżniego i Pośrednich Stawów do Wyżniego Stawu Rohackiego i dalej na Banikowską Przełęcz.
- Czas przejścia od bufetu do Wyżniego Stawu: 1:30 h, ↓ 1 h
- Czas przejścia znad Wyżniego Stawu na przełęcz: 2:05 h, ↓ 1:35 h

  – niebieski od skrzyżowania ze szlakiem zielonym przy Wyżnim Stawie Rohackim obok Rohackich Wodospadów do rozdroża szlaków na placu Adamcula przy szosie prowadzącej Doliną Rohacką. Odległość 7 km, różnica wzniesień 320 m. Czas przejścia: 1:10 h, ↑ 1:30 h